# Мягкие бычки
Мягкие бычки (лат. Malacocottus) — род морских лучепёрых рыб из семейства психролютовых (Psychrolutidae). Род относится к монотипному подсемейству Malacocottinae.
Размеры мягких бычков от 9,8 см (белохвостый бычок) до 35 см (мягкий бычок). Рыбы этого рода отличаются от других представителей семейства жестким межглазничным пространством и прочным орбитальным гребнем. На сошнике зубов нет. 
Распространены в северной части Тихого океана. Обитают вблизи дна на большой глубине.

## Классификация
На июнь 2021 года в род включают 4 вида (FishBase) :
- Malacocottus aleuticus — Белохвостый бычок[4]
- Malacocottus gibber — Мягкий бородавчатый бычок[5]
- Malacocottus kincaidi — Чернопёрый мягкий бычок[1]
- Malacocottus zonurus — Мягкий бычок, или чернопёрый бычок